# Коллам (станция)
Железнодорожная станция Коллам (или Куилон) (на малаяламском: കൊല്ലം ജംഗ്‌ഷൻ) является главной железнодорожной станцией Коллама, города в индийском штате Керала. Она расположена недалеко от центра города, Чиннаккады. Коллам — одна из самых загруженных железнодорожных станций в Индии и вторая по величине в Керале.
Станция находится в 1,3 км от автобусной станции KSRTC Kollam и в 1,9 км от морского порта Kollam. Годовой доход от продажи билетов на железнодорожной станции Kollam составляет 11,34 млн евро (12 млн долларов США)

## Галерея

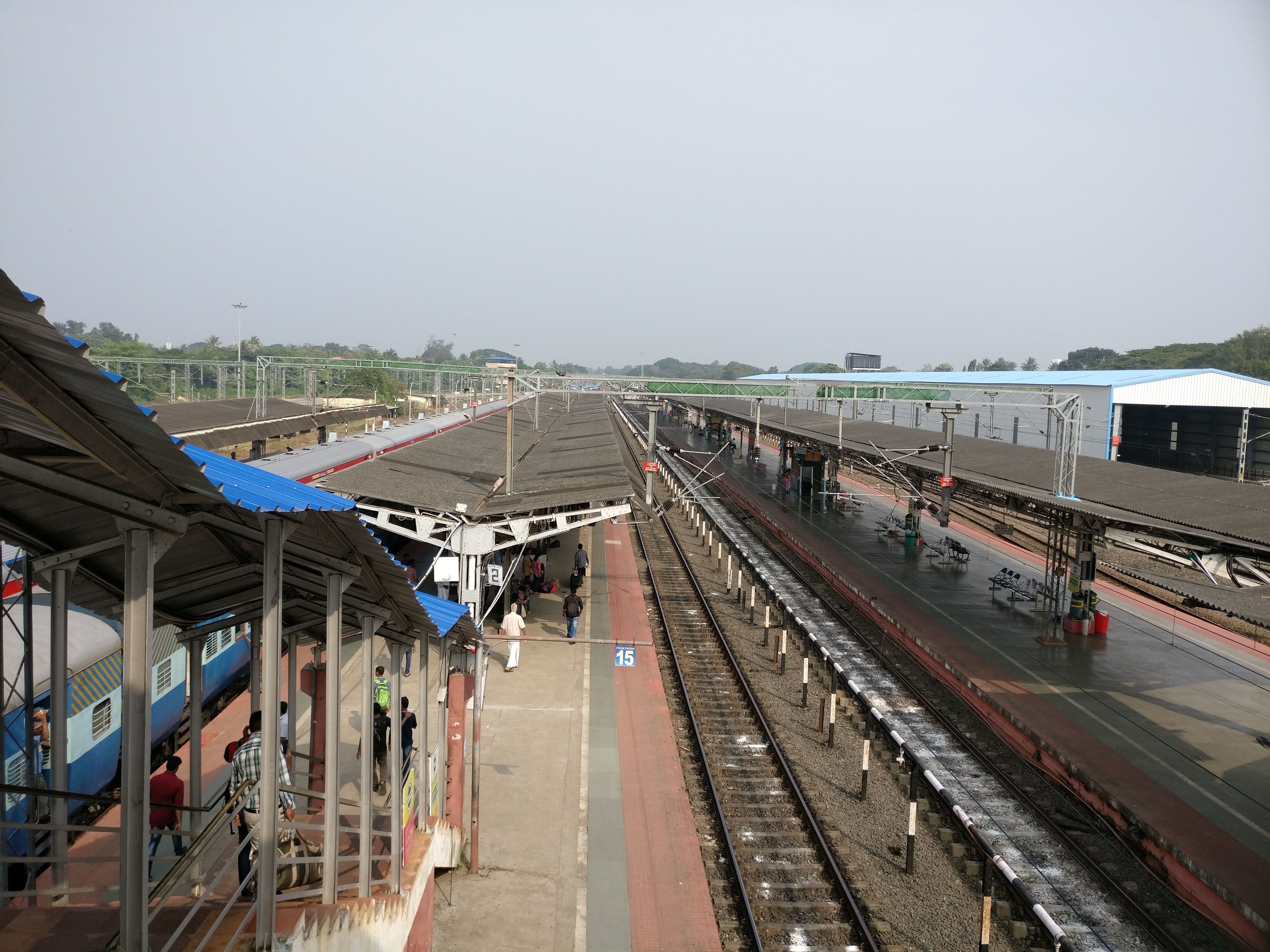
Платформа №1, 2
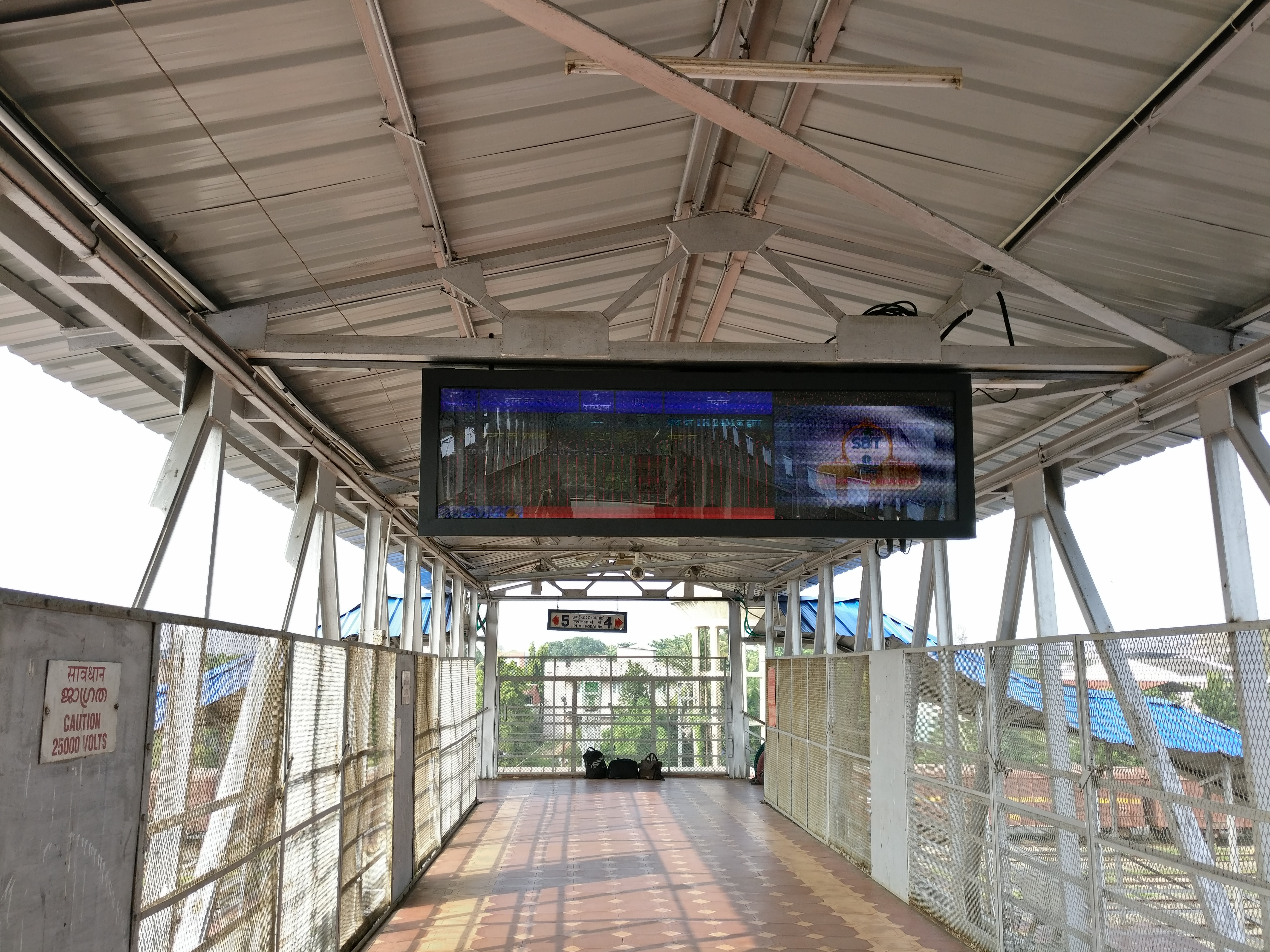
Светодиодное табло на пешеходном мосту
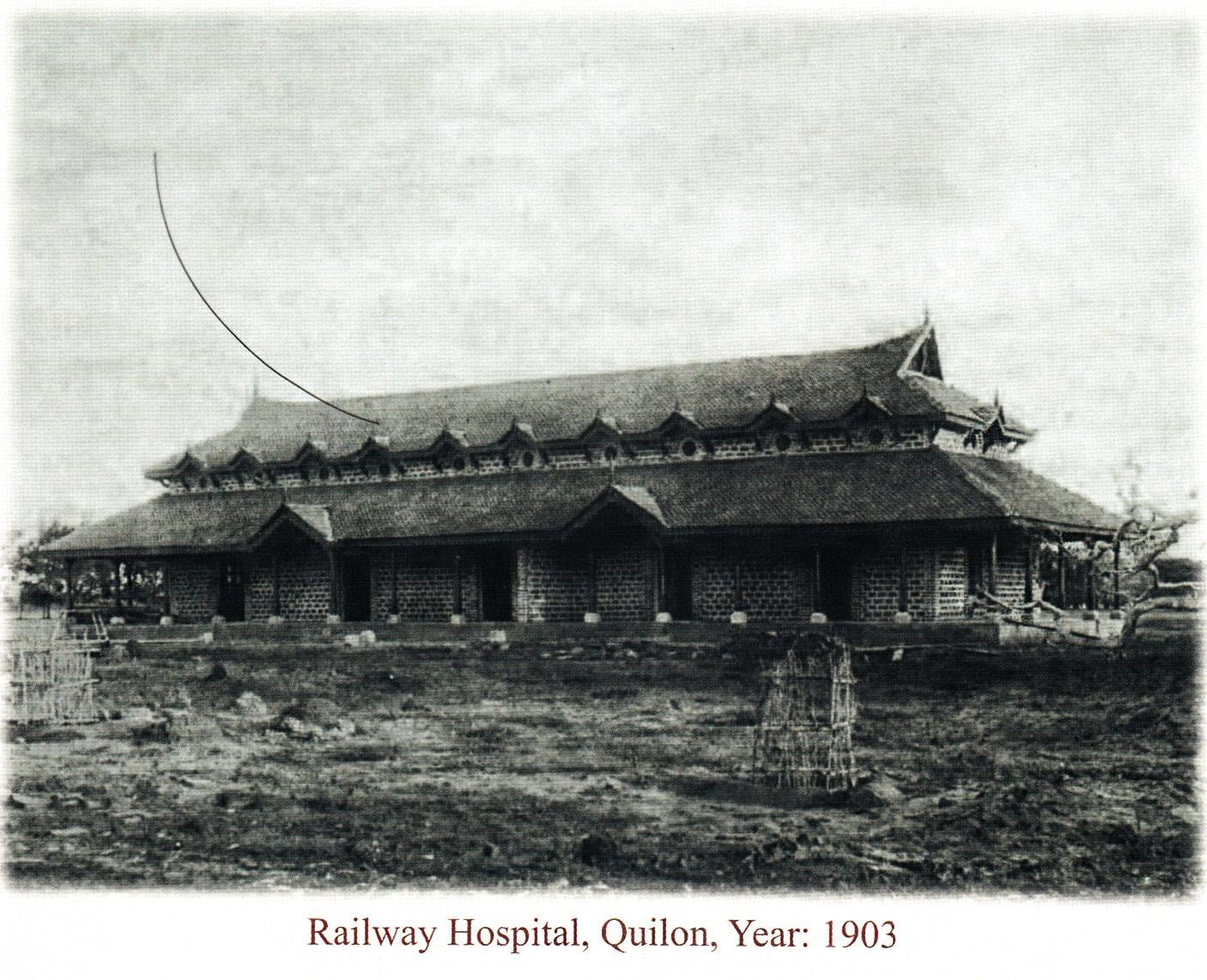
Старая фотография железнодорожной больницы Коллама.
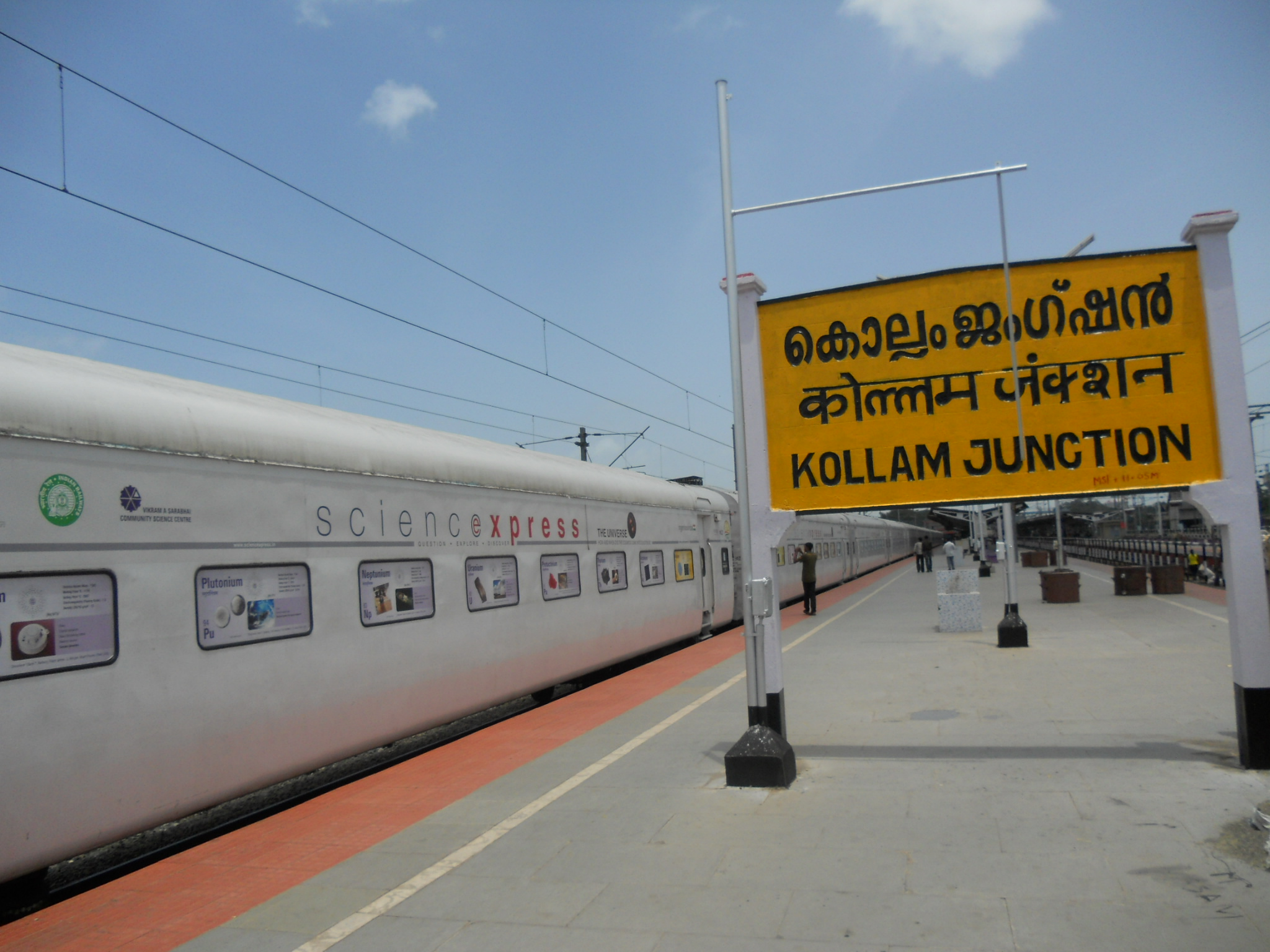
Выставочный поезд на станции
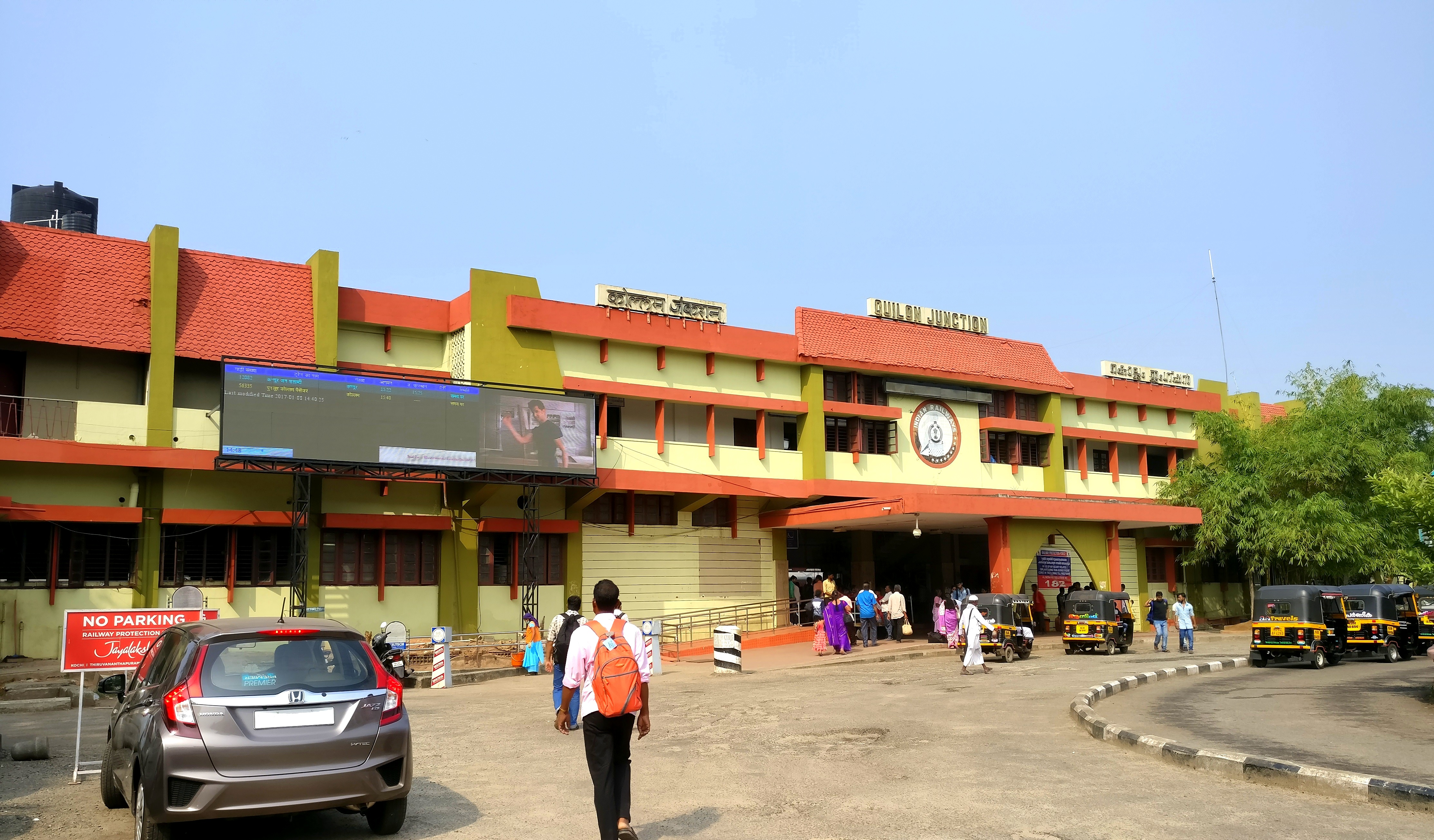
Главный пассажирский терминал
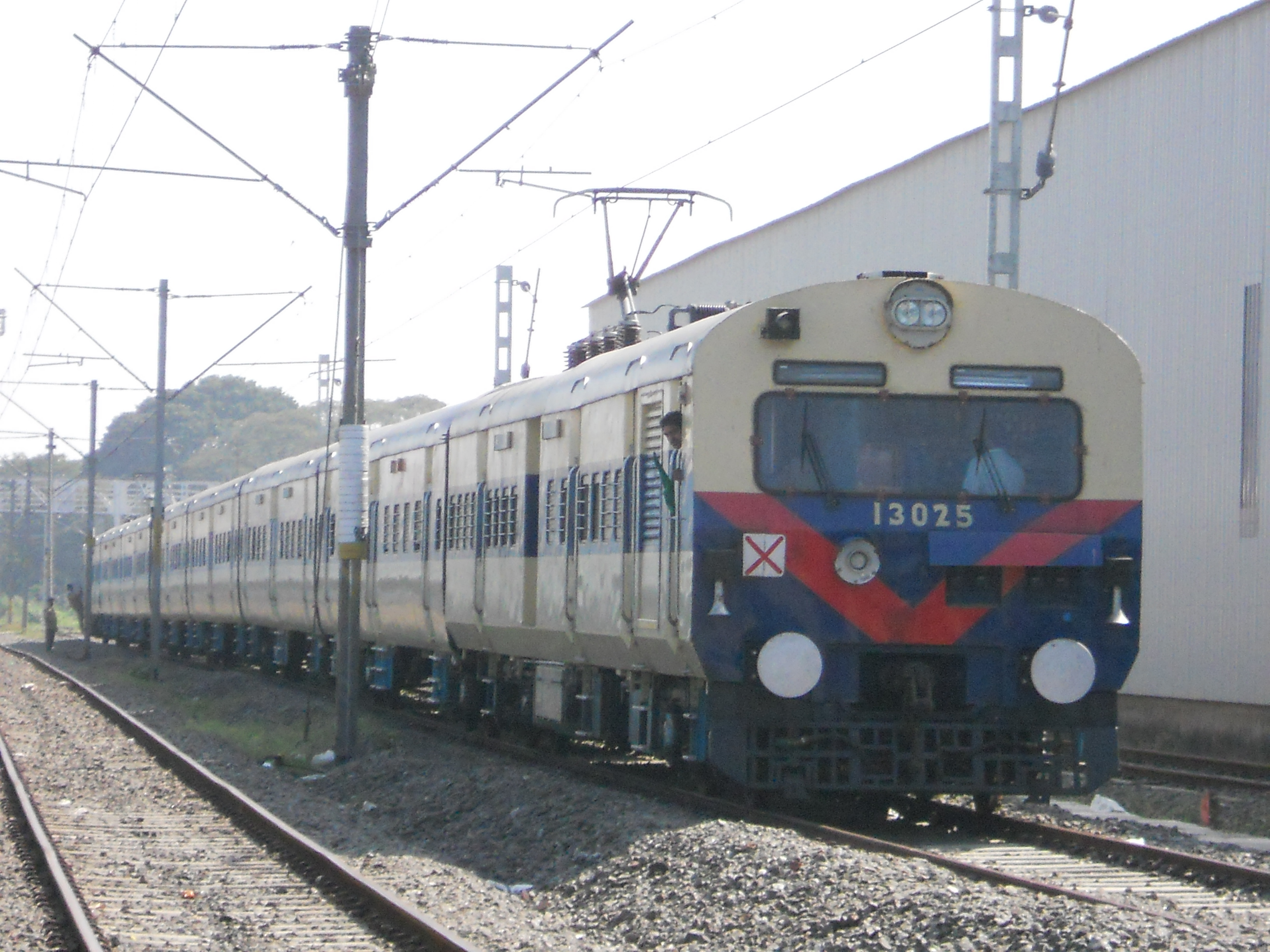
Поезд MEMU на вокзале
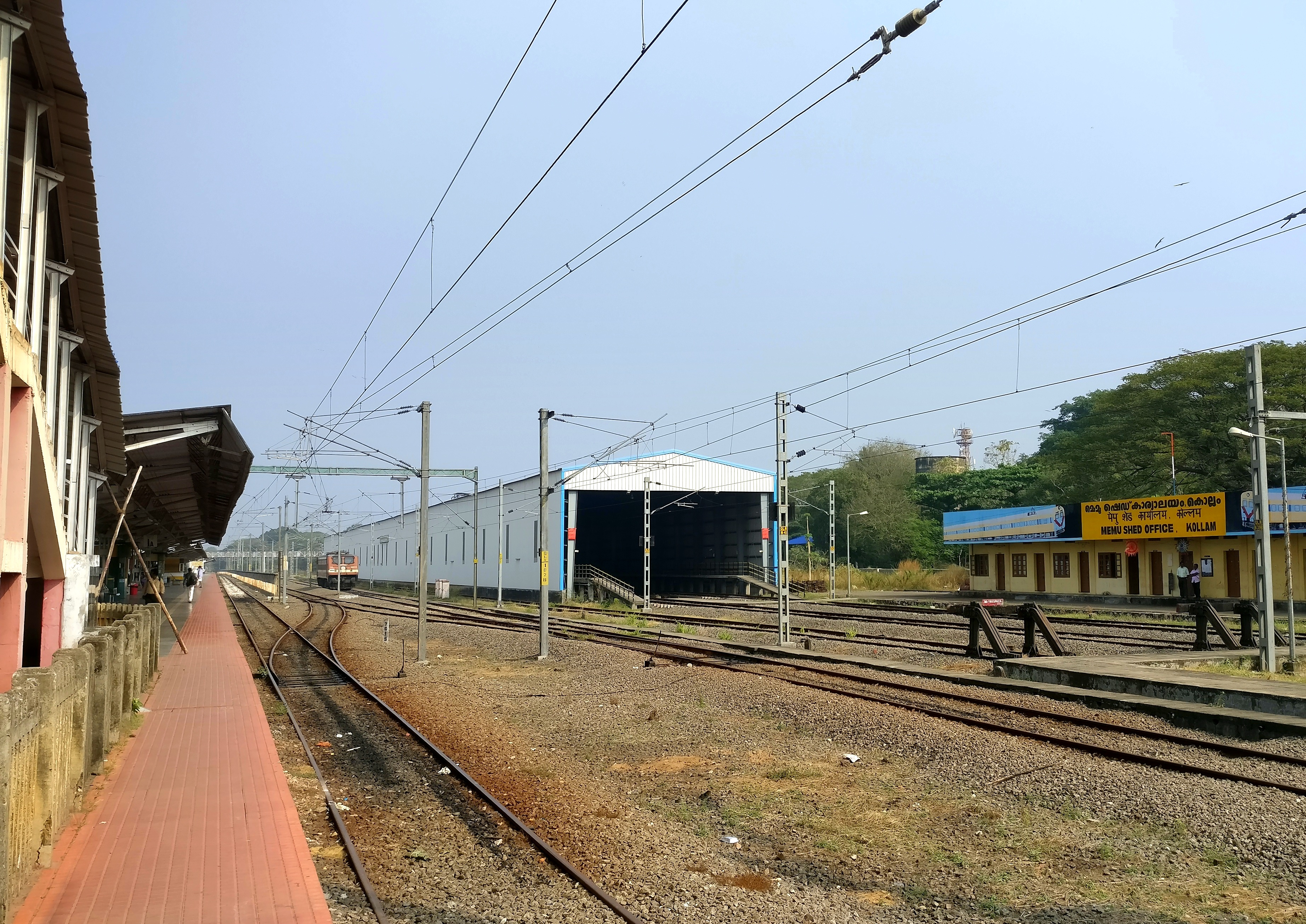
Вагоноремонтная база и платформа №1 МЭМУ